# Хасами
Хасами (яп. 波佐見町 Хасами-тё:) — посёлок в Японии, находящийся в уезде Хигасисоноги префектуры Нагасаки. Площадь посёлка составляет 55,97 км², население — 14 950 человек (1 июля 2014), плотность населения — 267,11 чел./км².

## Географическое положение
Посёлок расположен на острове Кюсю в префектуре Нагасаки региона Кюсю. С ним граничат города Сасебо, Уресино, Такео и посёлки Каватана, Арита.

## Население
Население посёлка составляет 14 950 человек (1 июля 2014), а плотность — 267,11 чел./км². Изменение численности населения с 1980 по 2005 годы:
| 1980 | 15 498 чел. |  |
| 1985 | 15 677 чел. |  |
| 1990 | 15 728 чел. |  |
| 1995 | 15 565 чел. |  |
| 2000 | 15 462 чел. |  |
| 2005 | 15 367 чел. |  |

## Символика
Деревом посёлка считается Ilex integra, цветком — рододендрон.